# The Next 100 Years (George Friedman)
The Next 100 Years (deutscher Titel: Die nächsten 100 Jahre) ist eine geopolitische Studie von George Friedman aus dem Jahre 2009. Friedman prognostiziert die wichtigsten geopolitischen Ereignisse und Entwicklungen des 21. Jahrhunderts. Er befasst sich auch mit möglichen Veränderungen in Technik und Kultur innerhalb dieses Zeitraums. Das Buch war auf der TOP 5-Bestsellerliste der New York Times.

## Überblick über den Inhalt
Friedman sieht von 2009 aus die USA auch im 21. Jahrhundert als die vorherrschende Weltmacht, deren Vorrangstellung immer wieder von Konkurrenten herausgefordert wird. Das Motto des Buches ist ein Hegel-Zitat: „Wer die Welt vernünftig ansieht, den sieht sie auch vernünftig an“.

### Zweiter Kalter Krieg
Im zweiten Jahrzehnt des 21. Jahrhunderts, auf das Friedman von 2009 aus vorausblickt, wird der Krieg gegen den Terror abebben. Ein „zweiter Kalter Krieg“ zwischen Russland und den USA wird entstehen, wenn auch weniger umfassend und viel kürzer als der erste. Russland wird dabei versuchen, seine Interessensphäre in mittel- und osteuropäische Länder (MOEL) hinein auszuweiten und sein militärisches Potential auszubauen. In dieser Phase wird Russland eine regionale Bedrohung für die USA darstellen. Die USA wird sich mit einigen mittel- und osteuropäischen Ländern eng verbünden, die sich alle dem Ziel widmen werden, der geopolitischen Bedrohung durch Russland standzuhalten. Friedman sieht die USA in dieser Zeit als engen Partner Polens, Tschechiens, der Slowakei, Ungarns und Rumäniens. Um 2015 wird sich unter der Führung Polens eine Allianz von osteuropäischen Ländern bilden, der „Polnische Block“.

### Zersplitterung Russlands und Chinas
Zu Beginn des 3. Jahrzehnts wird der Kalte Krieg mit der nachlassenden Widerstandskraft Russlands enden. Ökonomische Belastungen und politischer Druck, gemeinsam mit der schrumpfenden Bevölkerung und der mangelhaften Infrastruktur werden zum völligen Zusammenbruch der Regierung der Russischen Föderation führen, ähnlich wie zuvor der Zerfall der Sowjetunion stattfand. Andere postsowjetische Staaten werden ebenfalls zerfallen.
Ein ähnliches Schicksal sieht Friedman auch für Festlandchina voraus. Das Wachstum seit 1980 führt zu wachsender Ungleichheit und Spannungen in der Gesellschaft, vor allem zwischen den wohlhabenden Küstenregionen und den verarmten Zentralgebieten. In einem ersten Szenarium sieht Friedman eine Abschottung gegen ausländische Interessen und eine autoritäre Herrschaftssicherung voraus, in einem zweiten die Fragmentierung, bei der die Zentralregierung gegenüber den Provinzen an Macht verliert. Dieses zweite Szenario hielt Friedman 2009 noch für wahrscheinlicher.
Der Zusammenbruch Russlands und der Zerfall Chinas wird Eurasien in ein allgemeines Chaos stürzen. Andere Mächte werden in das Machtvakuum stoßen, um ihre Interessen durchzusetzen oder regionale Kräfte werden Sezessionen durchsetzen. Teile Russlands, wie Tschetschenien und andere islamischen Regionen sowie der pazifische Ferne Osten, werden unabhängig werden, Finnland wird Karelien annektieren, Rumänien Republik Moldau, Tibet wird mit Hilfe Indiens unabhängig werden, Taiwan (ROC) wird seinen Einfluss auf dem Festland ausdehnen, während die USA, Europa und Japan ihre regionalen Einflusssphären in China wiederherstellen werden.

### Entstehung neuer Mächte
Für die Zeit zwischen 2020 und 2040 sieht Friedman die Bildung dreier neuer Großmächte voraus: Türkei, Polen und Japan. Mit anfänglicher Unterstützung durch die USA wird die Türkei zur Regionalmacht werden, ähnlich wie in der Zeit des Osmanischen Reichs. Ihre Einflusssphäre wird sich in die Arabische Welt hinein erstrecken, die bis dahin weitgehend zerfallen sein wird, im Norden nach Russland hinein und über andere frühere Sowjetrepubliken, die von Turkvölkern bewohnt werden. Nur Israel wird sich unabhängig von der Türkei halten können. Es wird jedoch angesichts der militärischen Stärke der Türkei eine Verständigung mit der Türkei suchen.
Zur selben Zeit wird Japan seinen Einfluss ausdehnen: nach China, in den russischen fernen Osten und auf viele pazifische Inseln. Es wird aggressiver werden und aufrüsten, so dass es eine Machtprojektion in ganz Ostasien darstellen wird.
Polen und seine Verbündeten werden wie zur Zeit Polen-Litauens eine Großmacht bilden. Polen wird seinen wirtschaftlichen Einfluss in den europäischen Teil Russlands hinein ausweiten und mit der Türkei um den Einfluss im Wolgagebiet streiten.
In diesem Zeitraum werden militärische Programme für den Weltraum entstehen, dabei werden Japan und Polen zunehmend auch Weltraumwaffen entwickeln.

### Wachsende Spannungen
Das Bündnis der USA mit der Türkei und Japan wird bis 2020 zunehmend schwächer werden. Mit der Etablierung von Interessensphären werden die Türkei und Japan zur Bedrohung amerikanischer Interessen, besonders durch ihre Seemacht und ihre Weltraumwaffen.
Mit ihren gleichlautenden Interessen werden Japan und die Türkei eine Allianz gegen die USA bilden. Deutschland und Mexiko könnten sich dieser Koalition anschließen, wenn dies auch eher unwahrscheinlich erscheint. Die USA wird sich mit dem „Polnischen Block“ verbünden, möglicherweise mit einem erholten China, Indien, einem vereinigten Korea und dem Vereinigten Königreich. Bis 2040 werden Spannungen zwischen den beiden Machtsphären vorherrschen.

### Demographischer Wandel
Die schrumpfende Bevölkerung in den entwickelten Ländern, besonders in Europa, wird dramatische kulturelle, soziale und politische Veränderungen mit sich bringen. Bis 2040 werden die westlichen Ländern um Immigranten wetteifern. Besonders die USA wird die Einwanderung erleichtern und beginnen, bei Ausländern, besonders Mexikanern für die Emigration in die USA zu werben.
Mit der Automatisierung der Produktion durch den Einsatz von Robotern wird sich die Arbeitslosigkeit ausbreiten, woraufhin die Einwanderung wieder begrenzt wird.

### Dritter Weltkrieg
Um das Jahr 2050 wird ein Dritter Weltkrieg stattfinden. Die USA, der Polnische Block, Großbritannien, Indien und China werden gegen die Türkei und Japan antreten, denen sich Deutschland und Frankreich später anschließen werden.
Friedman spekuliert über einen Überraschungsangriff aus dem Hinterhalt am Thanksgiving-Tag 2050.
Der erste Schlag wird die Kräfte der USA und ihrer Verbündeten schwächen und zur Anerkennung der Allianz als gleichberechtigter Supermacht führen. Um eine Hegemonie über Eurasien zu verhindern, wird die USA den Krieg fortsetzen und schließlich siegreich beenden.
Hauptwaffen in diesem dreijährigen Krieg werden Hyperschall-Flugzeuge und Exoskelett-Soldaten sein. Die Herrschaft über das Weltall wird für den Kriegsverlauf entscheiden, dabei werden Waffensysteme und Militärbasen auf dem Mond eine entscheidende Rolle spielen. Dieser Krieg wird sich als begrenzter Krieg deutlich vom Totalen Krieg des 20. Jahrhunderts unterscheiden, da alle Mächte Atomwaffen besitzen werden. Präzisionsgelenkte Munition wird Kollateralschäden minimieren. Friedman rechnet daher mit etwa 50,000 Opfern.

### Nachkriegszeit
Ein Boom wird sich bis in die 60er Jahre hinein erstrecken. Ursache des Booms sind die gesteigerten Verteidigungsausgaben und die Entwicklung neuer Technologien. Die wirtschaftliche Lage wird sich außerdem durch den Tod der letzten Baby-Boomers entspannen.
Die Dominanz der USA wird sich fortsetzen, auch im Weltall. Die Türkei wird ihre Einflusssphäre weitgehend behalten, Japan seine verlieren. Ein Friedensvertrag wird beide in ihren militärischen Möglichkeiten einzuschränken versuchen.
Polens Macht wird erheblich anwachsen und das Misstrauen der USA wecken. Die USA wird sich mit der Türkei und Großbritannien verbünden um eine europäische Dominanz Polens zu verhindern. Die USA wird zum Schutz ihrer Vorherrschaft den Zugang neuer Mächte zum Weltraum beschränken und kontrollieren.

### US-Mexikanischer Konflikt
Nach einer Phase der Vorherrschaft der USA werden nach 2070 die Spannungen zwischen den USA und Mexiko ansteigen. Besonders der Süden der USA wird zu dieser Zeit mexikanisiert sein, ein großer Teil der Bevölkerung wird wegen der vorherrschenden mexikanischen Kultur und der Nähe zu Mexiko die Assimilation an die Kultur der USA und die Loyalität gegenüber der Regierung der USA verweigern. Am Ende des 21. Jahrhunderts wird Mexiko wirtschaftlich, politisch und militärisch die Vorherrschaft der USA in Nordamerika herausfordern können.
Diese Krise wird militärisch nicht bewältigt werden können. Der größte Teil der Welt, der US-amerikanischen Vorherrschaft überdrüssig wird insgeheim einen Sieg Mexikos erhoffen, besonders Polen und Brasilien. Der Konflikt wird sich in das folgende Jahrhundert hinein erstrecken.

### Technologische Prognosen
Besonders die Entwicklung von Luftfahrzeugen, Lenkwaffen, Weltraumtechnologie und Infanterieausrüstung mit Panzerung und robotischer Unterstützung steht im Mittelpunkt der Spekulationen. Die Energieversorgung der Erde wird hauptsächlich solar sein. Die Lebenserwartung der Menschen wird beträchtlich ansteigen. Atomwaffen werden aufgrund der allgemeinen Zugänglichkeit der Technologie weltweit verbreitet sein.

## Revision der Voraussagen
2015 veröffentlichte das private Beratungsinstitut Stratfor eine Prognose für das Jahrzehnt zwischen 2015 und 2025. Ein Zusammenbruch Russlands wird nun für unwahrscheinlich gehalten. Man rechnet eher mit einer Aufspaltung in halb-autonome Regionen. Für China wird in dieser Studie die autoritäre Entwicklung entgegen der ursprünglichen Zerfallsprognose für wahrscheinlicher gehalten.

## Einzelne Prognosen
(Quelle:)
- Erneute bewaffnete Konflikte in den Ländern des ehemaligen Jugoslawien sind wahrscheinlich.
- Die Türkei wird im Nahen und Mittleren Osten versuchen, eine Vormachtstellung zu erreichen wie zu den Zeiten des Osmanischen Reiches.
- Im Pazifikraum werden China und Japan aufrüsten, um nicht länger ihre Seewege von den USA kontrollieren zu lassen.
  - Wegen innerer Konflikte könnte China jedoch schon vor 2020 in seine Provinzen zerfallen.
- In Eurasien und besonders Zentralasien wird Russland versuchen, seine Einflusssphäre auszudehnen.
  - Bereits kurz nach 2020 wird jedoch das russische Militär kollabieren.
- Im Kaukasus wird es zu einem Konflikt zwischen Russland und der Türkei kommen.
- Die politische Grenze zwischen den USA und Mexiko könne irgendwann nicht mehr aufrechterhalten werden, weil immer mehr Mexikaner im Südwesten leben werden.
- Nach dem Zerfall Russlands und Chinas um 2020 wird Eurasien „ein Paradies für Plünderer“.
  - Osteuropäische Staaten (besonders Polen) könnten sich nach Osten ausdehnen.
  - Indien wird die Befreiung Tibets unterstützen.
  - Japan und Taiwan werden regionale Einflusssphären in China errichten.
  - Die Türkei wird die politische Führung im Nahen und Mittleren Osten übernehmen, was die USA als Bedrohung ihrer existentiellen Interessen wahrnehmen.
- Etwa 2040 versuchen die USA, China zu stabilisieren, um den Einfluss Japans zurückzudrängen.
- Etwa zeitgleich geraten die USA in einen Konflikt mit der Türkei.
- Die Türkei wird zudem in einen Konflikt mit Polen geraten, das den Zugang zum Mittelmeer erlangen will und von den USA aufgerüstet worden ist.
- Etwa 2050 werden sich Japan und die Türkei gegen die USA und Polen verbünden. Das könne  zu einem neuen Weltkrieg führen, der zum Teil im Weltall ausgefochten werden werde.
- Nach einem „goldenen Nachkriegsjahrzehnt“ folgt dann um 2060 der innere Kampf um die Macht in den USA. Der Gegner sind Mexikaner, die bereits nach 2060 in vielen Staaten der USA die Bevölkerungsmehrheit bilden.
  - Zwischen 2080 und 2090 erwartet Friedman schließlich (bewaffnete) Konflikte zwischen den USA und Mexiko.

## Rezensionen
In seiner Socialnet-Rezension kommt Martin R. Textor zum Fazit: „Während seine Prognosen für die kommenden zwei, drei Jahrzehnte noch zum Teil nachzuvollziehen sind, wirken sie in den letzten Kapiteln des Buches schon fast wie Science Fiction. Mit Zukunftsforschung hat dies nichts mehr zu tun!“ Hannes Hintermeier nennt die Friedman-Prognosen in der Frankfurter Allgemeinen Zeitung „eine geopolitische Plakatmalerei“.
Andreas Rinke hält in seiner Rezension im Deutschlandradio Kultur Friedmans machtpolitische Überlegungen für „provozierend“: Friedman empfehle Obama und allen Präsidenten der USA das Prinzip Teile und Herrsche zu befolgen und sich an den machiavellistischen Grundsätzen der Politik zu orientieren. Die Europäische Union und China sieht er für die Zukunft als wenig relevant an, ebenso die Transatlantische Partnerschaft. Es werde ein gefährliches Jahrhundert, „besonders für den Rest der Welt“.